# Ekaterina Bychkova
Ekaterina Andreevna Bychkova (Moscou, 5 de junho de 1985) é uma tenista profissional russa, já alcançou o N. 66 em simples, e 106 em duplas pela WTA.

## WTA Títulos

### Simples (6)
| Legend (Simples)       |
| Grand Slam (0)         |
| Tour Championships (0) |
| Tier I Event (0)       |
| Tier II Event (0)      |
| Tier III Event (0)     |
| Tier IV Event (0)      |
| ITF Circuit (6)        |

| N. | Data              | Torneio                | Piso         | Oponente na final       | Placar  |
| 1. | Dezembro 14, 2003 | Cairo, Egito           | Saibro       | Gabriela Velasco Andreu | 6–1 6–4 |
| 2. | Julho 4, 2004     | Krasnoarmeisk, Russia  | Duro         | Olga Panova             | 6–2 6–3 |
| 3. | Agosto 29, 2004   | Moscou, Russia         | Saibro       | Maria Kondratieva       | 6–2 6–1 |
| 4. | Março 27, 2005    | St. Petersburg, Russia | Duro Indoors | Emma Laine              | 6–1 6–2 |
| 5. | Dezembro 18, 2005 | Bergamo, Italia        | Carpete      | Mervana Jugić-Salkić    | 6–3 6–0 |
| 6. | Junho 19, 2006    | Marseille, França      | Saibro       | Séverine Brémond        | 6–1 6–2 |